# Leucopholis bakeri
Leucopholis bakeri är en skalbaggsart som beskrevs av Moser 1924. Leucopholis bakeri ingår i släktet Leucopholis och familjen Melolonthidae. Inga underarter finns listade i Catalogue of Life.